# El duende del Retiro
El duende del Retiro es una escultura que se encuentra en el Parque del Retiro de Madrid. Fue creada por el escultor español José Noja en 1985. Forma parte del Paisaje de la Luz, un paisaje cultural declarado Patrimonio de la Humanidad el 25 de julio de 2021.

## Descripción
La escultura representa la figura de un duende con rostro grotesco que toca la flauta. El personaje de orejas puntiagudas y nariz  prominente "observa" a los paseantes del parque mientras toca una flauta, sostenida por sus manos. Se encuentra sobre una de las antiguas jaulas que en su día habitaron osos de la Casa de Fieras del Retiro.

## Historia
A principios del siglo XVIII, cuando el rey Felipe V paseaba por los Jardines del Buen Retiro, aparecían flores que, según los jardineros, ellos no habían plantado. Según la leyenda, el responsable de estos cambios era el duende que habitaba en ese lugar y, aunque intentaban atraparle, desaparecía entre la maleza y nunca consiguieron atraparle.
Tras la Revolución de 1868, se abrió al público el Palacio del Buen Retiro y el duende se aparecía a las parejas de enamorados, siempre que su amor fuese verdadero, y florecían las plantas en otoño.
En 1984, previamente a la creación de una escultura a manos del escultor español José Noja, como homenaje al personaje y a la leyenda, el Ayuntamiento de Madrid instituyó una fiesta infantil, llamada la Fiesta del Duende, que se celebraba todos los años en mayo.